# Football aux Jeux sud-asiatiques de 2016
Navigation
Édition précédente Édition suivante
Le football aux Jeux sud-asiatiques de 2016 est une des épreuves des douzièmes Jeux sud-asiatiques disputés à Shillong et Guwahati en Inde. Le tournoi se déroule du 5 février au 15 février.
L'Inde a remporté son second titre féminin tandis que le Népal s'impose chez les hommes.

## Tournoi féminin

### Groupe
| Équipe     | J | V | N | D | BM | BE | DB  | Pts |
| ---------- | - | - | - | - | -- | -- | --- | --- |
| Népal      | 4 | 3 | 1 | 0 | 9  | 0  | +9  | 10  |
| Inde       | 4 | 2 | 2 | 0 | 10 | 1  | +9  | 8   |
| Bangladesh | 4 | 2 | 0 | 2 | 5  | 9  | -4  | 6   |
| Maldives   | 4 | 1 | 1 | 2 | 2  | 5  | -3  | 4   |
| Sri Lanka  | 4 | 0 | 0 | 4 | 2  | 13 | -11 | 0   |

| 5 février 2016 | Népal                                            | 3 – 0 | Bangladesh | Jawaharlal Nehru Stadium (Shillong) |
|                | Dipa Adhikari 5e, Anu Lama 26e, Niru Thapa 90+2e |       |            |                                     |

| 5 février 2016 | Inde | 0 – 0 | Maldives | Jawaharlal Nehru Stadium (Shillong) |  |
|                |      |       |          |                                     |  |

| 7 février 2016 | Népal                        | 2 – 0 | Maldives | Jawaharlal Nehru Stadium (Shillong) |
|                | Anu Lama 36e, Niru Thapa 89e |       |          |                                     |

| 7 février 2016 | Bangladesh                         | 2 – 1 | Sri Lanka       | Jawaharlal Nehru Stadium (Shillong) |  |
|                | Srimoti Krishnarani Sarkar 65e 83e |       | 68e R Ekanayake |                                     |  |

| 9 février 2016 | Bangladesh                    | 2 – 0 | Maldives | Jawaharlal Nehru Stadium (Shillong) |
|                | Marzia 48e, Sabina Khatun 73e |       |          |                                     |

| 9 février 2016 | Inde                                                                                    | 5 – 0 | Sri Lanka | Jawaharlal Nehru Stadium (Shillong) |
|                | Hasara Dilrangi (og) 24e, Dangmei Grace 45+1e 58e, Kamala Devi 60e, Sasmita Mallick 73e |       |           |                                     |

| 11 février 2016 | Népal | 0 – 0 | Inde | Jawaharlal Nehru Stadium (Shillong) |  |
|                 |       |       |      |                                     |  |

| 11 février 2016 | Maldives             | 2 – 1 | Sri Lanka             | Jawaharlal Nehru Stadium (Shillong) |  |
|                 | Fadhuwa Zahir 6e 45e |       | 90+1e Hasara Dilrangi |                                     |  |

| 13 février 2016 | Népal                                                           | 4 – 0 | Sri Lanka | Jawaharlal Nehru Stadium (Shillong) |
|                 | A.S. Perera (og) 77e, Sabrita Bhandari 51e 63e, Sapana Lama 79e |       |           |                                     |

| 13 février 2016 | Inde                                                     | 5 – 1 | Bangladesh        | Jawaharlal Nehru Stadium (Shillong) |  |
|                 | Kamala Devi 6e 37e, Ngangom Bala Devi 13e 75e, Sanju 74e |       | 65e Sabina Khatun |                                     |  |

### Finale
| 15 février 2016 | Inde                                                          | 4 – 0 | Népal | Jawaharlal Nehru Stadium (Shillong) |                      |
|                 | Kamala Devi 32e 56e, Ngangom Bala Devi 71e, Ashalata Devi 80e |       |       | Spectateurs : 23 000                | Spectateurs : 23 000 |

## Classement des buteurs
| 5 buts - Kamala Devi 3 buts - Ngangom Bala Devi 2 buts - Dangmei Grace - Niru Thapa - Sabitra Bhandari - Anu Lama - Fudhuwa Zahir - Sabina Khatun - Srimoti Krishnarari Sarkar | 1 but - Sasmita Mallick - Ashalata Devi - Sanju - Dipa Adhikari - Sapana Lama - Hasara Dilrangi - R Ekanayake - Marzia But contre son camp - A.S. Perera (face au Népal) - Hasara Dilrangi (face à l'Inde) |